# بريندا كلارك
بريندا كلارك هي كاتِبة وكاتبة للأطفال كندية، ولدت في 10 فبراير 1955 في تورونتو في كندا.

## وصلات خارجية
- بريندا كلارك على موقع IMDb (الإنجليزية)
- بريندا كلارك على موقع قاعدة بيانات الفيلم (الإنجليزية)